# Lama Valenzano
La lama Valenzano o torrente Valenzano è un corso d'acqua che attraversa la terra di Bari.

## Percorso
La lama ha origine nel territorio del comune di Valenzano; attraversa il territorio di Mungivacca e sfocia nel mare Adriatico lungo il Canalone del quartiere Japigia, per un bacino imbrifero complessivo di 140 km2. Nei pressi del corso della lama fu edificata nell'XI secolo la chiesa di Ognissanti di Cuti.
La piena del torrente causò notevoli danni nell'alluvione che interessò la città di Bari il 3 settembre 1915. In seguito all'alluvione del 5-6 novembre 1926 il torrente Montrone, proveniente da Adelfia, fu deviato nel Valenzano e lo sbocco al mare fu sistemato assumendo l'aspetto attuale.